# Krešimir Kašpar
Krešimir (Dragutin) Kašpar (Zagreb, 11. kolovoza 1952.) general-bojnik Oružanih snaga Republike Hrvatske, umirovljeni, pročelnik Vojnog kabineta predsjednika Republike Hrvatske od 1992. do 1994. i od 2000. do 2012., pobočnik predsjednika Republike Hrvatske od 1994. do 2000. godine.

## Životopis
Diplomirao je na Filozofskom fakultetu Sveučilišta u Zagrebu te stekao zvanje profesora komparativne književnosti i engleskog jezika. Radio je u Plivi (1980. – 1985., novinar), Poslovnoj zajednici Jadranbrod (1985. –1988., voditelj poslova, urednik i tehnički urednik časopisa “Brodogradnja”) i Školi za strane jezike Varšavska (1988. – 1992., voditelj izdavačke djelatnosti). Tijekom služenja vojnog roka 1979./1980. završio Školu pričuvnih časnika JNA. Po nacionalnosti je Hrvat. 
Sudionik je Domovinskog rata kao dragovoljac od proljeća 1991., a kao pripadnik Hrvatske vojske od 24. studenoga 1991. godine na dužnosti pomoćnika zapovjednika 3. bojne 149. brigade (Trešnjevka). Od svibnja 1992. u činu bojnika pomoćnik je zapovjednika brigade. Od 5. studenoga 1992. godine u djelatnoj je službi u činu brigadira. Od 24. svibnja 1995. godine u činu je general-bojnika.  
Obnašao je dužnost pročelnika Vojnog kabineta predsjednika Republike Hrvatske Franje Tuđmana od 5. listopada 1992. do 28. veljače 1994., pobočnika od 5. listopada 1992. do 17. studenoga 1992. te od 1. ožujka 1994. do 4. ožujka 1997. godine. Od 4. ožujka 1997. godine imenovan je na dužnost glavnog pobočnika predsjednika Republike što obnaša do 18. svibnja 2000. godine. Od 1992. do 1994. tajnik je Vijeća obrane i nacionalne sigurnosti. a od 1995. do 2000. godine tajnik Državnog povjereništva za vojna odlikovanja. Od 18. svibnja 2000. godine, imenovan je na dužnost pročelnika Vojnog kabineta predsjednika Republike Hrvatske Stjepana Mesića. Od 10. ožujka 2010. ponovno je imenovan na dužnost pročelnika Vojnog kabineta predsjednika Republike Hrvatske Ive Josipovića. Razriješen dužnosti i umirovljen od 1. siječnja 2013. godine. Član Hrvatskog generalskog zbora od 2015. godine.
Oženjen mr. sc. Erikom Kašpar r. Budinski i roditelji su dvoje djece.

## Knjige
Autor je poglavlja o obrani i kronologije Domovinskog rata te tehnički urednik knjige “Hrvatska 1994”, INA-Konzalting, 1993. (uredio M. Baletić, izašlo hrvatsko, englesko i njemačko izdanje). Kao koautor sudjeluje u pisanju, pripremi i izdavanju knjige o odlikovanjima i priznanjima Republike Hrvatske “Hrvatska odlikovanja”, Adanić.S., Kašpar.K., Prister.B., Ružić.,I., “Narodne novine”, 1996. Sudionik je u postupku donošenja novih obrambenih zakona tijekom 2001. i 2002. godine te je recenzent “Zbirke propisa i strateških dokumenata iz područja obrane”, koju je otisnuo Glavni stožer Oružanih snaga Republike Hrvatske 2004. godine. Koautor knjige Kašpar, K., Vukelić. S., Tihomirović, Đ., “Zbirka zakona iz područja obrane” koja je u izdanju MORH-a izašla 2008. godine. Zajedno s M. Marijanom, S. Pogačićem i B. Pristerom suautor je knjige „Hrvatska odlikovanja, priznanja i medalje“ koja je u izdanju Školske knjige iz Zagreba izašla u studenome 2018. godine. S Marinkom Krešićem suator je knjige "Hrvatski generali i admirali 1991.-1999.". Knjiga je izašla  u izdanju Hrvatskog generalskog zbora i Ogranka Matice hrvatske u Grudama 2018. godine. Autor je dvosveščane knjige "Franjo Tuđman, Kronologija života i rada 1922. – 1999." koja je u izdanju Večernjeg lista izašla u studenome 2023. godine.

## Odlikovanja
Odlikovan Redom Nikole Šubića Zrinskog, Redom bana Jelačića, Redom Ante Starčevića, Redom Hrvatskog trolista, Redom hrvatskog pletera, Spomenicom Domovinskog rata, Spomenicom domovinske zahvalnosti za 5. i 10. godina časne službe, medaljama Bljesak i Oluja. Nositelj je grčkog odlikovanja Grand Commandeur de l’Ordre de l’Honneur.